# Gracia irresistible
La gracia irresistible (o gracia eficaz) es una doctrina en la teología cristiana particularmente asociada con el calvinismo, que enseña que la gracia salvadora de Dios se aplica eficazmente a aquellos a quienes Él ha determinado salvar (los elegidos) y la cual (en el tiempo dispuesto por Dios) vence la resistencia de éstos mismos a obedecer el llamado del evangelio, finalmente llevándolos a la fe en Cristo.
Debe distinguirse del concepto contrapuesto de la gracia previniente, particularmente asociada con el arminianismo, la cual enseña que la oferta de salvación a través de la gracia no actúa irresistiblemente en un método determinista y de pura causa-efecto, sino más bien en una forma de influencia y respuesta que puede ser aceptada y negada libremente y en todo momento.

## La doctrina
El padre de la Iglesia del siglo IV, Agustín de Hipona, enseñó que Dios concede a aquellos a quienes elige para la salvación el don de la gracia perseverante, y que no es concebible que se aparten. Esta doctrina dio lugar a la doctrina de la gracia irresistible ( gratia irresistibilis ), aunque el término no se usó durante la vida de Agustín de Hipona.
Según el calvinismo, los que obtienen la salvación no lo hacen por su propia "libre" voluntad, sino por la gracia soberana de Dios. Es decir, los hombres ceden a la gracia, no finalmente porque sus conciencias fueran más tiernas o su fe más tenaz que la de otros hombres. Más bien, la voluntad y la capacidad de hacer la voluntad de Dios son evidencia de la propia fidelidad de Dios para salvar a los hombres del poder y la pena del pecado , y dado que el hombre está muerto en el pecado y es esclavo de él, no puede decidir ni ser cortejado para seguirlo. Dios debe intervenir poderosamente dándole vida y atrayendo al pecador hacia sí mismo. En resumen, el calvinismo sostiene que la regeneración debe preceder a la fe. En contraste, el arminianismo sostiene que la gracia de  Dios a través de Jesucristo despierta la voluntad de conocer a Dios y responder al evangelio antes de la regeneración;  es la forma en que Dios interviene lo que separa el calvinismo del arminianismo.
Juan Calvino dice de esta intervención que "no es violenta, como para obligar a los hombres por la fuerza externa; pero aun así es un poderoso impulso del Espíritu Santo, que hace que los hombres quieran lo que antes no querían y a lo que eran reacios".
A pesar de la negación de Calvino y las confesiones calvinistas  John Gill dice que "este acto de atraer es un acto de poder, pero no de fuerza; Dios, al atraer a la renuencia, hace la voluntad en el día de su poder: ilumina el entendimiento, doblega la voluntad, da un corazón de carne, seduce dulcemente por el poder de su gracia, y compromete el alma a venir a Cristo, y entregarse a Él; atrae con las ligaduras del amor. Atraer, aunque supone poder e influencia, no siempre implica coacción y fuerza: la música atrae al oído, ama el corazón y deleita la mente ".

### Objeciones a la doctrina

#### Arminianismo

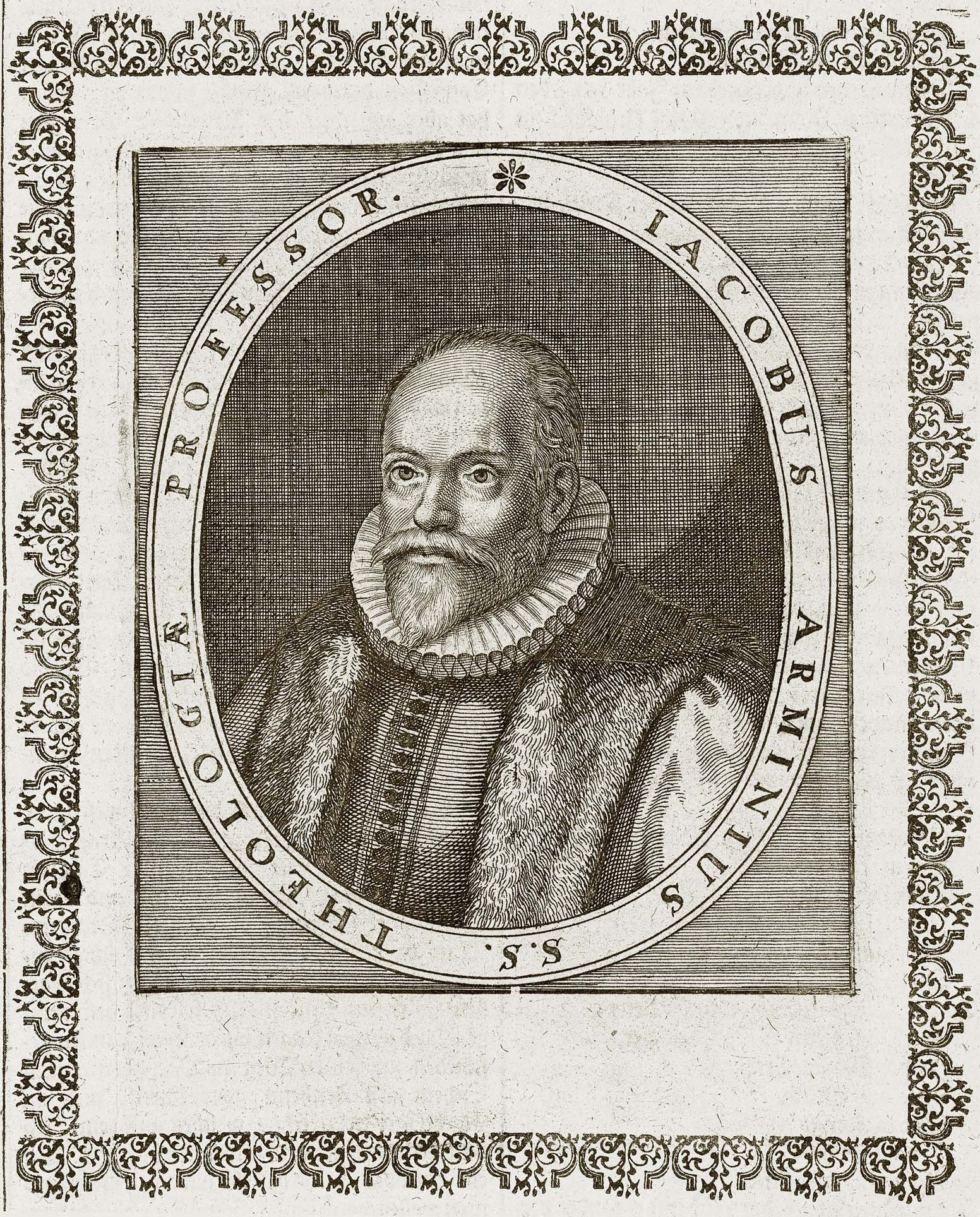
Jacobo Arminio fue un teólogo protestante neerlandés

Los cristianos asociados con el arminianismo como John Wesley y parte del movimiento metodista rechazan esta doctrina calvinista. Creen que así como Adán y Eva fueron libres de elegir entre el bien y el mal, la humanidad es capaz, como resultado de la gracia preveniente o precedente de Dios a través de Jesucristo de elegir volverse del pecado a la justicia y creer en Jesucristo, quien atrae toda la humanidad para sí mismo. Y yo, si fuere levantado de la tierra, atraeré a todos hacia mí.. En este punto de vista, (1) después de la dispensación universal de la gracia de Dios a la humanidad, la voluntad del hombre, que antes era adversa a Dios e incapaz de obedecer, ahora puede optar por obedecer a través de la obra de Cristo; y (2) aunque la gracia de Dios es un fuerte catalizador inicial para efectuar la salvación, no es irresistible, pero puede ser finalmente resistida y rechazada por un ser humano.
Tanto el calvinismo como el arminianismo están de acuerdo en que la cuestión de la resistibilidad de la gracia está inexorablemente ligada a la visión del sistema teológico de la soberanía de Dios. La pregunta fundamental es si Dios puede permitir que las personas acepten o rechacen Su gracia y, sin embargo, sigan siendo soberanos. Si es así, entonces la gracia puede ser resistible. Si no, la gracia debe ser irresistible. Esta comprensión diferente de la soberanía a menudo se atribuye a una comprensión inadecuada de la depravación total . Sin embargo, tanto Juan Calvino como Jacobo Arminio enseñaron la depravación total.
La depravación total se afirma expresamente en el artículo III de los cinco artículos de amonestación. Sin embargo el calvinista Charles Hodge dice: "El Arminianismo y la doctrina católica romana son verdaderas si las otras partes de su sistema doctrinal son verdaderas; y son falsos si ese sistema es erróneo. Si la doctrina calvinista sobre el estado natural del hombre desde la caída, y la soberanía de Dios en la elección es bíblica, entonces es seguro que la gracia suficiente no llega a ser eficaz por la cooperación de la voluntad humana".
El argumento de Hodge sigue la enseñanza calvinista que niega que la obra de Cristo empodere a la humanidad para responder al evangelio antes de la regeneración.
El rechazo del calvinismo a la gracia preveniente deja a la humanidad en un estado de depravación total que requiere la regeneración de un individuo antes de que ese individuo sea capaz de creer o arrepentirse. Juan el Bautista llamó a todos a su bautismo para la remisión de los pecados y multitudes respondieron sin regeneración. El Nuevo Testamento llama regularmente a las personas a que se arrepientan y crean sin ningún indicio de que hayan sido regeneradas previamente. El apóstol Pedro llamó a los judíos a arrepentirse y convertirse en Hechos 3:19. Jesús prometió que el Espíritu Santo convencería al mundo de pecado. La respuesta del calvinismo se encuentra en la Expiación limitada. Entonces, como resultado de la comprensión calvinista de la soberanía de Dios, uno debe concluir que la elección de Dios no depende de ninguna respuesta humana, lo que requiere una creencia en la depravación total, la elección incondicional, la gracia irresistible en lugar de la gracia preventiva y la expiación limitada; si se rechaza alguna de estas creencias, esta lógica falla.

### Luteranismo

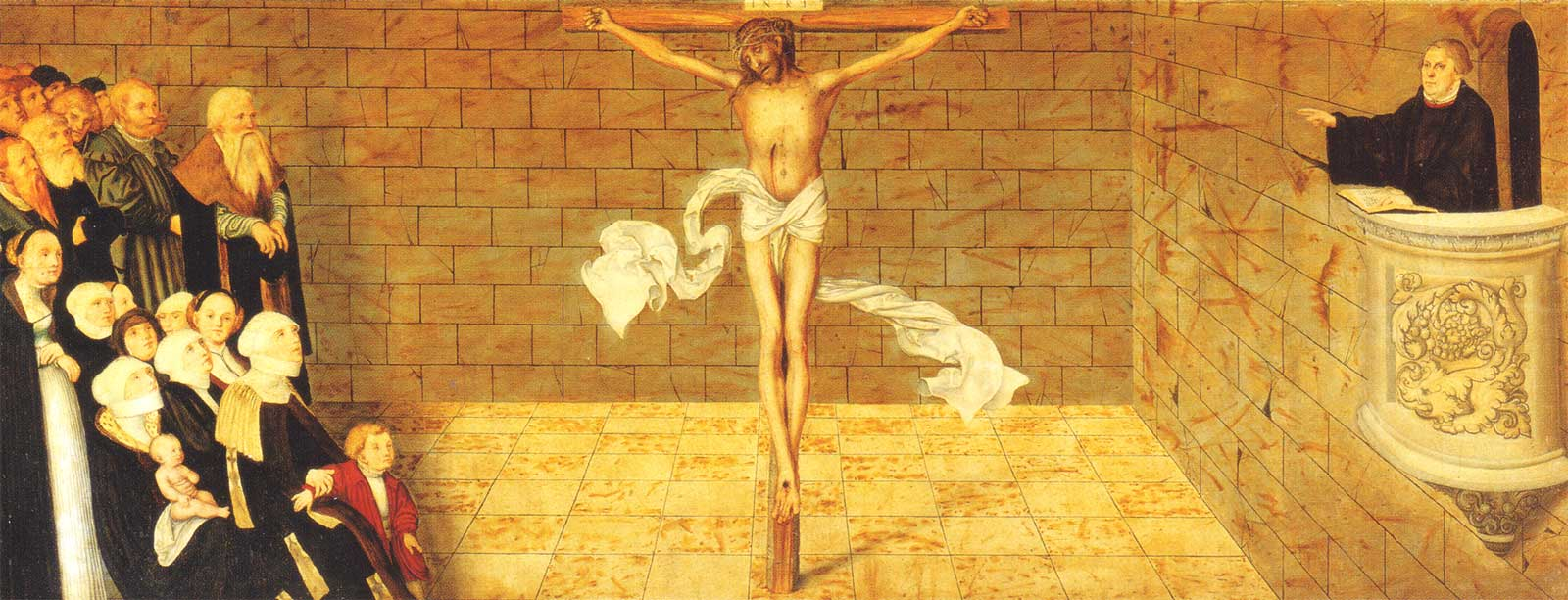
"La marca segura por la cual una comunidad cristiana puede ser reconocida es la predicación del evangelio en su pureza". - Martin Lutero

Como los calvinistas, los luteranos ven la obra de salvación como monergística en la que una persona inconversa o impenitente siempre resiste y rechaza a Dios y sus caminos. Incluso durante la conversión, dice la Fórmula de la Concordia , los humanos resisten "la Palabra y la voluntad de Dios, hasta que Dios lo despierta de la muerte del pecado, lo ilumina y lo renueva".  Además, ambos ven la predicación del evangelio como un medio de gracia por el cual Dios ofrece la salvación.
Los calvinistas distinguen entre un llamado externo y resistible a la salvación dado a todos los que escuchan la oferta gratuita del evangelio , y una obra interna eficaz por parte del Espíritu Santo. Toda persona no está dispuesta a seguir el llamado externo a la salvación hasta que, como dice la  Confesión de Fe de Westminste , "siendo vivificado y renovado por el Espíritu Santo, esté capacitado para responder a este llamado y abrazar la gracia ofrecida y transmitida por él". "  Una vez renovada interiormente, toda persona sigue libremente a Dios y sus caminos como "no sólo el bien obligatorio, sino el preferible",  y de ahí que la gracia renovadora especial sea siempre efectiva.
Al contrario de la posición calvinista, los luteranos sostienen que siempre que el Espíritu Santo obra externamente a través de la Palabra y los sacramentos, también actúa internamente a través de ellos. A diferencia de los calvinistas, los luteranos creen que el Espíritu Santo siempre obra eficazmente . La Palabra escuchada por los que la resisten es tan eficaz como la Palabra predicada a los que se convierten .  La fórmula de la concordiaenseña que cuando los humanos rechazan el llamado del Espíritu Santo, no es el resultado de que la Palabra sea menos eficaz. En cambio, el desprecio por los medios de la gracia es el resultado de "la voluntad perversa del hombre, que rechaza o pervierte los medios e instrumentos del Espíritu Santo, que Dios le ofrece a través de la llamada, y resiste al Espíritu Santo, que desea ser eficaz y obra por la Palabra ... " 
Los luteranos están seguros de que la obra del Espíritu Santo no ocurre meramente junto con los medios de gracia para regenerar, sino que es una parte integral de ellos, trabajando siempre a través de ellos dondequiera que se encuentren. Los luteranos enseñan que el Espíritu Santo se limita a trabajar solo a través de los medios de la gracia y en ningún otro lugar,  modo que aquellos que rechazan los medios de la gracia están resistiendo y rechazando simultáneamente al Espíritu Santo y la gracia que él trae.

### Pasajes bíblicos relacionados con la doctrina
Se dice que la declaración de San Pablo confirma que aquellos a quienes Dios llama eficazmente necesariamente llegan a la salvación completa: "A los que (Dios) predestinó, también llamó, y a los que llamó, también justificó, y a los que justificó. Él también glorificó ". Por supuesto, esta confirmación depende de la creencia de que cuando Dios eligió a ciertos individuos para la salvación, o no sabía o no consideró quién respondería y obedecería, aunque el apóstol Pedro se refiere a los "elegidos según la presciencia de Dios el Padre, mediante la santificación del Espíritu, para obedecer y ser rociados con la sangre de Jesucristo".
Los calvinistas también se basan en varios versículos del sexto capítulo del Evangelio de Juan , que contiene un registro de la enseñanza de Jesús sobre las habilidades de la humanidad y las actividades de Dios en la salvación, como el texto de prueba central de la doctrina calvinista:
- Juan 6:37-39: "Todo lo que el Padre me da, vendrá a mí ... Y esta es la voluntad del que me envió, que no pierda nada de todo lo que me ha dado, sino que lo resucite. en el último día ".
- Juan 6:44-45: "Nadie puede venir a mí si el Padre que me envió no lo atrae ... Todo el que ha oído y aprendido del Padre, viene a mí".
- Juan 6:65: "(N) o uno puede venir a mí si no se lo concede el Padre".

Los defensores del arminianismo argumentan que la palabra "dibujar" ( griego : ἕλκω , helkô )  como se usa en Juan 6:44 no requiere el sentido de "arrastrar", aunque los calvinistas enseñan que este es el significado habitual de la palabra (como en Juan 18:10; Juan 21:6; Juan 21:11; Hechos 16:19; Hechos 21:30; Santiago 2:6). Señalan a Juan 12:32 como ejemplo: "Y yo, cuando sea levantado de la tierra, atraeré a todos hacia mí". Muchos arminianos interpretan esto en el sentido de que Jesús atrae a todas las personas hacia Él, pero la atracción solo permite que las personas vengan a Él, ya que, si el llamado fue verdaderamente irresistible, entonces todos deben venir a Cristo y ser salvos. También pueden notar que en la Septuagintaversión de Jeremías 38:13, cuando Jeremías es sacado del hoyo donde lo dejaron morir, este verbo griego se usa para la acción que realizaron sus rescatadores después de que él voluntariamente aseguró las cuerdas debajo de sus axilas, y que este rescate ciertamente fue realizado en cooperación con los deseos de Jeremías y habría fallado si no hubiera cooperado. Por lo tanto, pueden argumentar que, incluso si la semántica de "dibujar" se entiende en el sentido habitual, esto solo debería tomarse para indicar la fuente del poder, no la cuestión de si la persona que se dibuja responde al dibujo oa Indicar que el dibujo se realiza independientemente de su voluntad.
Los calvinistas argumentan que (1) la palabra "dibujar" debe entenderse de acuerdo con su semántica habitual tanto en Juan 6:44 como en Juan 12:32; (2) la palabra "todos" (traducida "todas las personas" en el v. 12:32) debe tomarse en el sentido de "toda clase de personas" en lugar de "cada individuo"; y así (3) el primer versículo se refiere a un llamado interno irresistible a la salvación y el segundo a la apertura del Reino de Dios a los gentiles , no a un llamado interno universal y resistible. Por supuesto, ese argumento requiere la aceptación de la doctrina de la Expiación limitada o del universalismo, ya que Juan 12:32 establece claramente que "Jesús atraerá a todos". Algunos han afirmado sobre esta base que el texto de Juan 6:44 puede implicar el universalismo o el calvinismo (incluida la Expiación limitada ), pero no el arminianismo.
El arminiano William Barclay sostiene que "la resistencia del hombre puede vencer la atracción de Dios" mencionado en Juan 6:44, pero el comentarista Leon Morris sostiene que "(n) ot uno de los ejemplos (de Barclay) del verbo ('dibujar') muestra la resistencia como exitoso. De hecho, podemos ir más allá. No hay un solo ejemplo en el Nuevo Testamento del uso de este verbo en el que la resistencia tenga éxito. Siempre el poder de atracción triunfa, como aquí ". Tales argumentos invitan a la crítica de que los calvinistas enseñan la salvación por decreto de Dios en lugar de la justificación solo por la fe, que "buscaron con tanto celo proteger la gracia gratuita de Dios en la salvación que negaron a la fe cualquier participación en la justificación real de los pecadores. Pero incluso si el poder de atracción es siempre triunfante, la capacidad de resistir no depende del significado de la palabra "dibujar" en Juan 12:32, sino de la cuestión de qué se pretende lograr con "dibujar". El calvinismo asume que las personas que Jesús "dibuja" serán regeneradas. El arminianismo afirma que todos se sienten atraídos por Jesús para recibir una gracia habilitadora. "Jesús no define lo que 'Su dibujo' logrará en Juan 12, solo que Él lo hará". Incluso si la semántica de "dibujar" se entiende en la forma en que el impulso calvinista, esto solo debe tomarse para indicar la suficiencia del poder de dibujar (ellos "no pudieron dibujar" como en Juan 21:6, o pudieron hacerlo como en Juan 21:11), en lugar de definir lo que Dios hace con aquellos a quienes atrae. Los arminianos rechazan la enseñanza calvinista de que Dios dibuja con el propósito de la regeneración forzada independientemente de sus deseos. Más bien, los arminianos creen que Dios atrae a todas las personas para proporcionarles a todos una habilidad o capacidad para creer, como enseña la gracia previniente.

## Historia de la doctrina
En la Iglesia católica, los debates sobre el papel respectivo de la gracia eficaz y el libre albedrío llevaron al establecimiento de la Congregatio de Auxiliis a finales del siglo XVI por el Papa Clemente VIII . Los dominicos insistieron en el papel de la gracia eficaz, pero los jesuitas abrazaron el molinismo , que postulaba una mayor libertad en la voluntad. Estos debates también llevaron a la famosa controversia del formulario en Francia que enfrentó a los jansenistas contra los jesuitas.
La doctrina es uno de los llamados Cinco puntos del Calvinismo que se definieron en el Sínodo de Dort durante la Controversia Quincuarticular con los Arminianos Remonstrants , quienes objetaron el esquema predestinario general del Calvinismo, rechazando su negación del libre albedrío y su condena de la "mayoría de la humanidad con el único propósito de torturarlos en el infierno por toda la eternidad, y que nunca tuvieron otra opción".  En las iglesias calvinistas, la doctrina se menciona con mayor frecuencia en comparaciones con otros esquemas de salvación y sus respectivas doctrinas sobre el estado de la humanidad después de la Caída , y no es un tema común para los sermones. o estudios de otra manera.